# Pride of Africa

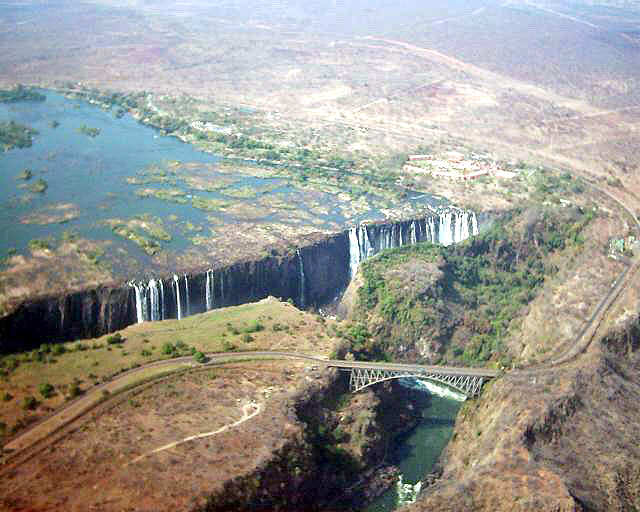
Victoria-Fälle, im Vordergrund die Eisenbahnbrücke zwischen Sambia und Simbabwe

Der Pride of Africa (deutsch Stolz von Afrika) ist ein im südlichen Afrika verkehrender Luxuszug. 

## Konzept
Der Zug wird von Rovos Rail betrieben. Sein Stil ist historistisch an die klassischen Luxuszüge der 1920er Jahre angelehnt. Wo die Versorgung mit Wasser und Kohle erreichbar ist, werden Dampflokomotiven eingesetzt. Ansonsten kommen Elektro- oder Diesellokomotiven zum Einsatz.
Der Pride of Africa gilt als luxuriösester Zug der Welt. Dementsprechend wird hoher Wert auf die Kleidung der Fahrgäste gelegt. Freizeitbekleidung ist während des Tages akzeptiert, jedoch wird zum Abendessen förmliche Kleidung erwartet. Das „De-luxe-Abteil“ bietet 11 m² mit eigener Dusche und die „Royal Suite“ sogar 16 m² mit eigener Badewanne.
Der Zug fährt mindestens einmal im Jahr von Kapstadt nach Daressalam (und zurück) und durchquert dabei auf einer Strecke von 6.000 km Südafrika, auf manchen Zugläufen Botswana, sowie Simbabwe, Sambia und Tansania. Die Verbindung wird seit 1993 angeboten. 2009 fanden insgesamt drei Fahrten statt. Zuvor hatte Rovos Rail seit 1990 unter dem Markennamen Pride of Africa die Relation Kapstadt–Pretoria befahren. Der Zug verkehrt unter dem Namen Pride of Africa auf anderen Strecken im südlichen Afrika, etwa nach Tsumeb in Namibia. 
Da der Zug als Hotelzug konzipiert ist, wird die Landschaft des südlichen Afrikas innerhalb von 14 Tagen in einem verhältnismäßig gemächlichen Tempo durchfahren. Teilweise wird auf Nachtfahrten verzichtet und es werden auch längere Aufenthalte an je nach Zuglauf variierenden touristisch interessanten Orten eingelegt.

## Geschichte
Am 21. April 2010 setzte sich ein Zug von Rovos Rail im Verlaufe eines Lokomotivwechsels bei Pretoria in Bewegung und entgleiste. Drei Personen starben, 15 der 19 Wagen wurden zerstört.

## Fahrtstrecken

### Südafrika
Der Zug fährt bei einer Süd-Nord-Tour von Kapstadt und hält unter anderem in Matjiesfontein, Kimberley, Pretoria und Hoedspruit sowie am südafrikanisch-simbabwischen Grenzübergang Beitbridge.

### Botswana
Statt über Beitbridge wird der Zug gelegentlich auf der alternativen Strecke über Mahikeng und Gaborone durch botswanisches Territorium geleitet und erreicht nach Grenzübertritt im Netz der National Railways of Zimbabwe die Stadt Bulawayo in Simbabwe.

### Simbabwe
Verkehrt der Pride of Africa nicht über Botswana, fährt er von Beitbridge nach Bulawayo und von dort weiter bis zu den Victoriafällen an der Grenze zu Sambia.

### Sambia
In Sambia fährt der Zug auf den Gleisen von Zambia Railways vom Grenzbahnhof Livingstone über Lusaka, Kanona, Kundalilafälle, Mpika, Kasama und Nakonde nach Kapiri Mposhi, wo er auf die Tanzania-Zambia Railway (TAZARA) wechselt.

### Tansania
In Tansania befährt er ausschließlich die TAZARA-Strecke bis Daressalam als Endpunkt.

### Namibia
Der Pride of Africa verkehrt ebenfalls von Südafrika nach Namibia, wo er die Städte Swakopmund an der Atlantikküste und Tsumeb beim Etosha-Nationalpark anfährt.

## Dokumentarfilme
Über eine Zugfahrt mit dem Pride of Africa wurde erstmals 1996 ein Dokumentarfilm für die SWR-Sendereihe Eisenbahn-Romantik ausgestrahlt.
Eine umfangreiche, dreiteilige Dokumentation à 44 Minuten entstand 2007 und wurde bereits mehrfach in deutschen öffentlich-rechtlichen Fernsehprogrammen unter dem Titel Mit dem Luxuszug durch den Süden Afrikas gezeigt:
- Teil 1: Von Kapstadt zum Kruger-Nationalpark
- Teil 2: Vom Kruger-Nationalpark zu den Viktoriafällen
- Teil 3: Von den Viktoriafällen nach Daressalam

Von dieser Fernsehdokumentation gibt es auch eine gekürzte, 90-minütige Fassung in zwei Teilen unter dem Titel Traumzug durch Afrika.